# Mariánský sloup (Luby)
Mariánský sloup (rovněž Sloup se sousoším Panny Marie) je barokní sochařské dílo v Lubech v okrese Cheb v Karlovarském kraji. Od roku 1986 je chráněn jako kulturní památka.

## Historie
Mariánský sloup v Lubech byl postaven roku 1699 a tento letopočet je uveden i na jeho podstavci. O sloupu se stručně píše teprve v soupisu soch lubské farnosti, založené roku 1835. Zápis pochází z téhož roku nebo z doby krátce poté. Z popisu památky se tehdy uvádí, že krásně štafírovaný sloup nese na podstavci šlikovský znak s nápisem A.T.A.V. a letopočet 1699. Význam nápisu však není znám. V roce 1863 došlo k opravě sloupu, o čemž svědčí letopočet na podstavci. Další oprava se uskutečnila v roce 1921 a ve farní kronice je uvedeno, že sloup nechal opravit katolický svaz žen v Lubech. Krátce před tím se uvažovalo o odstranění sloupu, přestože náměstí, na kterém sloup stával, bylo po sloupu pojmenováno jako Mariánské náměstí. Za druhé světové války byl sloup z náměstí odstraněn a přemístěn na pozemek vedle kostela svatého Ondřeje. Na náměstí po něm zbylo až do roku 2004 jen prázdné místo. O restaurování sloupu se uvažovalo v roce 1995, kdy byl již v nevyhovujícím stavu. Jeho podstava byla zcela zborcena a sloup byl velmi vychýlen z osy. Částečně byla poškozena i socha Panny Marie, které chybělo předloktí pravé ruky. Rovněž v roce 2000 památkový úřad v Plzni upozornil na havarijní stav. Při prohlídce sloupu 28. května 2003 bylo konstatováno, že stav památky je havarijní, chybí část patky a hlavice má menší mechanická poškození, dřík je poškozen opadnutím kamenných doplňků, sloup nakloněný. K restaurování však nedošlo. Sloup se podařilo opravit a přemístit na původní místo až v letech 2003–2004. K jeho odhalení došlo dne 15. srpna 2004 při příležitosti křesťanského svátku Nanebevzetí Panny Marie. Restaurování a přemístění bylo finančně podpořeno Česko-německým fondem budoucnosti.

## Popis
Sloup se nachází v zadlážděné ploše proti radnici, jižně od kostela svatého Ondřeje. Stojí na čtvercové základně se dvěma schodišťovými stupni. Jejich celková výška je 0,40 metru a maximální půdorysné rozměry jsou 1,87 x 1,87 metrů. Dvoustupňový sokl sloupu má půdorysné rozměry 0,43 x 0,43 metrů a jeho výška včetně patky a římsy je 1,48 metru. Na římse soklu je vztyčen hladký dřík zakončený korintskou hlavicí, která nese vrcholové sousoší. Unikátní dvoustranné sousoší představuje Pannu Marii s Jezulátkem. Panna Marie sedí na srpku měsíce a je na obou stranách ztvárněna jako sedící na trůnu s korunou na hlavě, Ježíšek má korunu jen na jedné straně. Panna Marie je na obou stranách sousoší oděná do dlouhé tuniky a pláště sepnutého na prsou sponou. Ježíšek je na jedné straně jako nahé dítě, na druhé straně lehce přioděný plenou přes bedra. Na jedné straně sousoší objímá Panna Marie levou rukou své dítě, které jí sedí na klíně. Ježíšek tiskne levou ruku ke své hrudi královské jablko s křížkem. Pravou ruku zvedá směrem k matce. Na opačné straně je Ježíšek zobrazen jako spící. Sousoší je rámováno pozlacenou mandorlou. Zlacené jsou i křížky na korunách obou postav a křížek na královském jablku Ježíškově.
Sousoší nese zbytky původní polychromie. Celková výška mariánského sloupu je přibližně 6 metrů. Schody a sokl sloupu jsou ze žuly, dřík sloupu a sousoší Panny Marie na vrcholu je z jemnozrnného pískovce.